# Codia fusca
Codia fusca är en tvåhjärtbladig växtart som först beskrevs av Rudolf Schlechter, och fick sitt nu gällande namn av H.C.Hopkins. Codia fusca ingår i släktet Codia och familjen Cunoniaceae. Inga underarter finns listade i Catalogue of Life.